# یواس‌اس چاکتاو (۱۸۵۶)
یواس‌اس چاکتاو (۱۸۵۶) (به انگلیسی: USS Choctaw (1856)) یک کشتی بود که طول آن ۲۶۰ فوت (۷۹ متر) بود. این کشتی در سال ۱۸۵۶ ساخته شد.